# Список пресмыкающихся, занесённых в Красную книгу Узбекистана
Пресмыкающиеся, занесённые в Красную книгу Узбекистана, — список из видов пресмыкающихся, включённых в четвёртое издание Красной книги Узбекистана (2009).
Пресмыкающиеся в Узбекистане по числу особей в отдельных биотопах составляют наиболее многочисленную группу позвоночных животных. Особенно большую роль они играют в условиях пустынь. Всего герпетофауна страны насчитывает 58 видов, из них: черепах — 1 вид (степная черепаха), ящериц — 29 видов, змей — 18 видов (включая 5 ядовитых). Из них в четвёртое издание Красной книги Узбекистана включено 16 видов — 10 видов ящериц и 6 видов змей.

## Природоохранные категории
Национальная система категорий, применяемая в издании Красной книги Узбекистана от 2009 года, основана на версии категорий и критериев Красного списка МСОП, которая использует количественные критерии оценки.
Природоохранные категории Красной книги Узбекистана
- 0 — По-видимому, исчезнувшие виды.
- 1 — Виды, находящиеся в опасном состоянии (находящиеся на грани полного исчезновения, исчезающие виды).
- 2 — Уязвимые виды (сокращающиеся в численности, естественно редкие).
- 3 — Находящиеся в состоянии, близком к угрожаемому.
- 4 — Недостаток данных (виды, неопределённые по статусу; не является категорией угрозы исчезновения).

Обозначения охранного статуса МСОП:
- — виды на грани исчезновения (в критическом состоянии)
- — виды под угрозой исчезновения
- — уязвимые виды
- — виды, близкие к уязвимому положению
- — виды под наименьшей угрозой
- — виды, для оценки угрозы которым не хватает данных
- — виды, не представленные в Международной Красной книге

## Список пресмыкающихся, занесённых в Красную книгу Узбекистана
Названия отрядов, семейств и видов приведены в алфавитном порядке. Латинские названия видов и подвидов, а также систематическое разделение их по таксонам, приведены в соответствии с использованными в Красной книге Узбекистана.
| Иллюстрация                               | Название | Ареал и численность на территории Узбекистана. Замечания по систематике. | Охранный статус в Красной книге Узбекистана | Статус МСОП                                      | Прим.             |
| ----------------------------------------- | --- | --- | ------------------------------------------- | ------------------------------------------------ | ----------------- |
| Отряд Чешуйчатые (Squamata)               | | |                                             |                                                  |                   |
| Подотряд Игуанообразные (Iguania)         | | |                                             |                                                  |                   |
| Семейство Агамовые (Agamidae)             | | |                                             |                                                  |                   |
|                                           | Круглоголовка Молчанова Phrynocephalus moltschanovi Nikolsky, 1898                                                          | В Красной книге Узбекистана числится самостоятельным видом, однако в настоящее время таксон рассматривается подвидом круглоголовки-вертихвостки Phrynocephalus guttatus (Gmelin,1789). Населяет южное Приаралье (Каракалпакстан). Ареал охватывает территорию древних дельт Амударьи и Сырдарьи (северная Ахчадарьинская аллювиально-дельтовая равнина), находящуюся в их современном междуречье. Ящерица обычна на такырах и солончаках с редкой растительностью. Численность составляет 1—4 особи на один га. Лимитирующие факторы: деградация и исчезновение природных мест обитания, перевыпас скота. | 4 категория                                 | Вид вне опасности                                | [ 3 ]             |
|                                           | Хентаунская круглоголовка Phrynocephalus rossikowi Nikolsky, 1898                                                           | Обитает в Южном Приаралье (Каракалпакстан, Хорезмская область). Вид предпочитает участки щебнистой пустыни на суглинистых, песчаных и супесчаных почвах с разреженной растительностью. В 1970—1980-х годах при учёта насчитывалось до 30 особей за день в локальных популяциях. В настоящее время вид исчез в большинстве мест своего обитания. Лимитирующие факторы: деградация и исчезновение природных мест обитания за счёт освоения целинных земель, в частности орошения, применения пестицидов. | 1 категория                                 | Вымирающий вид                                   | [ 3 ] [ 4 ]       |
|                                           | Круглоголовка Саид-Алиева Phrynocephalus helioscopus saidalievi Sattorov, 1981                                              | Обитающий на территории страны подвид Phrynocephalus helioscopus (Pallas, 1771). Распространён в Ферганской долине, где населяет равнинные и предгорные опустыненные участки с щебнистыми и осолоненными почвами и редкой растительностью, а также пересохшие русла рек с лёссовыми наносами. В 1960—70-х была обычным видом, сейчас встречаются единичные особи. Лимитирующие факторы: деградация и исчезновение природных мест обитания за счёт освоения целинных земель. | 1 категория                                 | Вид вне опасности                                | [ 5 ]             |
|                                           | Круглоголовка Штрауха Phrynocephalus strauchi Nikolsky, 1899                                                                | Обитает в Центральной Фергане. Предпочитает полузакреплённые и закреплённые песчаные участки пустыни с редкой травянисто-кустарниковой растительностью, опесчаненные такыры и солончаки. В настоящее время вид исчез в большинстве мест своего обитания. Лимитирующие факторы: деградация и исчезновение природных мест обитания за счёт освоения целинных пустынных земель, в частности орошение. | 1 категория                                 | Уязвимый вид                                     | [ 5 ]             |
| Подотряд Веретеницеобразные (Anguimorpha) | | |                                             |                                                  |                   |
| Семейство Варановые (Varaninae)           | | |                                             |                                                  |                   |
|                                           | Среднеазиатский серый варан Varanus griseus caspius (Eichwald, 1831)                                                        | Мозаично распространённый на территории страны подвид серого варана Varanus griseus (Daudin, 1803). Населяет равнины от Южного Приаралья до Ферганской долины. Обитает в пустынях и полупустынях, преимущественно на закрепленных и полузакрепленных песках, реже — на глинистых почвах. Встречается в долинах рек, предгорьях, оврагах, тугайных зарослях, в низкогорьях (до 1000 метров над уровнем моря). В 1970-х годах плотность локальных популяции составляла 3—6 особей на га. В начале 1990-х годов общая численность вида на территории страны оценивалась в 45 тысяч особей, в изолированной ферганской популяции — около 200 особей. В настоящее время на территории Узбекистана вид исчез во многих местах своего обитания, а в оставшихся является очень малочисленным. Лимитирующие факторы: деградация и исчезновение природных мест обитания за счёт освоения целинных пустынных земель (особенно их распашка и орошение), истребление местным населением, гибель на автомобильных дорогах. | 2 категория                                 | Вид не представлен в Международной Красной книге | [ 5 ] [ 6 ] [ 7 ] |
| Подотряд Гекконообразные (Gekkota)        | | |                                             |                                                  |                   |
| Семейство Гекконовые (Gekkonidae)         | | |                                             |                                                  |                   |
| Фотография гладкого геккончика            | Гладкий геккончик Alsophylax laevis Nikolsky, 1907                                                                          | Населяет Центральные Кызылкумы, юг Сурхандарьинской области. Обитает в глинистых полупустынях, на солончаковых такырах и такыровидных почвах, поросших редкими солянками, полынью и саксаулом. В 1970-х года численность на различных участках ареала в пределах страны составляла от 0,3 (впадина Аякагытма) до 1600 особей (горы Кульджуктау) на 1 га в локальных популяциях. В настоящее время вид вымер во многих известных местах обитания, в других его численность резко сократилась. Лимитирующие факторы: деградация и исчезновение природных мест обитания за счёт освоения целинных пустынных земель. | 2 категория                                 | Вид на грани исчезновения                        | [ 8 ]             |
|                                           | Панцирный геккончик Alsophylax loricatus Strauch, 1887                                                                      | Распространён в Ферганской долине. Населяет древние оазисы, старые глинобитные постройки и их руины, берега арыков. В природных биотопах исчез. До 1970 годов был обычен, а в настоящее время исчез из большинства мест обитания, в других встречаются только единичные особи. Лимитирующие факторы: реставрация оросительных каналов, сельское строительство. | 1 категория                                 | Уязвимый вид                                     | [ 8 ]             |
|                                           | Сцинковый геккон Рустамова Teratoscincus scincus rustamovi Szcherbak, 1979                                                  | Подвид сцинкового геккона Teratoscincus scincus Schlegel, 1858. Обитает на юге Ферганской долины. Предпочитает сыпучие, полузакрепленные и закрепленные песчаные массивы, солончаковые такыры и предгорья с глинистыми грунтами. По данным 1986 года, его средняя плотность составила 10-12 особей/га, а в окрестностях поселка Ак-кум в обводненных песках была отмечена максимальная численность гекконов до 24 особей/га. В 1999 году в Язъяванских песках было учтено 15,6 особи/км маршрута. В настоящее время вид исчез в большинстве мест своего обитания. Лимитирующие факторы: деградация и исчезновение природных мест обитания за счёт освоения целинных пустынных земель, в частности орошения. | 1 категория                                 | Вид не представлен в Международной Красной книге | [ 5 ]             |
| Подотряд Lacertiformata                   | | |                                             |                                                  |                   |
| Семейство Настоящие ящерицы (Lacertidae)  | | |                                             |                                                  |                   |
|                                           | Песчаная ящурка ферганская Eremias scripta pherganensis Szczerbak et Washetko, 1973                                         | Подвид песчаной ящурки Eremias scripta, обитающий в Ферганской долине. Встречается на подвижных, полузакреплённых и закрепленных пустынных песчаных массивах. Численность в 1960—1970-х годах в локальных популяциях составляла до 14—25 особей на га. В настоящее время вид исчез в большинстве мест своего обитания, а в оставшихся — крайне малочисленный: в 1999 году на барханах Язъяван численность была 1—5 особей на га. Лимитирующие факторы: деградация и исчезновение природных мест обитания за счёт освоения целинных пустынных земель, особенно их распашка и орошение. | 1 категория                                 | Вид вне опасности                                | [ 10 ]            |
| Фотография черноглазчатой ящурки          | Черноглазчатая ящурка Eremias nigrocellata Nikolsky, 1896                                                                   | Обитает на юге Сурхандарьинской области. Встречается в глинистых и щебнистых пустынях, иногда проникает в нижние участки предгорий. В песчаных пустынях отсутствует. В 1980-х года численность составляла 2—3 особи на га в локальных популяциях; в настоящее время резко сократилась. Лимитирующие факторы: деградация и исчезновение природных мест обитания за счёт освоения целинных пустынных земель, их распашка и орошение, перевыпас скота. | 2 категория                                 | Вид вне опасности                                | [ 8 ]             |
| Подотряд Змеи (Serpentes)                 | | |                                             |                                                  |                   |
| Семейство Аспидовые (Elapidae)            | | |                                             |                                                  |                   |
|                                           | Среднеазиатская кобра Naja oxiana (Eichwald, 1831)                                                                          | Вид внесён в перечень видов Приложения № 1 Конвенции CITES. В Узбекистане встречается в Западном Памиро-Алае, Центральном и Южном Кызылкуме, Каршинской степи. Населяет глинистые и щебнистые низкогорья, каменистые и скалистые склоны в долинах, поймы рек и оазисы. В горах обитает на высотах до 2 тысяч метров над уровнем моря. В южных районах страны (хребет Бабатаг, пески Сундукли) в 1980-х годах численность составляла 1 особь на 1,5 га при средней плотности до 5 особей на 1 км². В северных районах встречались единичные особи. В настоящее время вид исчез из некоторых мест своего обитания, в остальных является малочисленным. Лимитирующие факторы: деградация и исчезновение природных мест обитания, уничтожение змей человеком. | 1 категория                                 | Вид с неопределённым статусом                    | [ 11 ]            |
| Семейство Гадюковые (Viperidae)           | | |                                             |                                                  |                   |
|                                           | Степная гадюка Vipera (Pelias) renardi (Cristoph, 1861) подвид Vipera (Pelias) renardi tienshanica (Nilson et Andren, 2001) | Населяет отроги Западного Тянь-Шаня, долины рек Чирчик и Сырдарья. Предпочитает поймы рек и берега озёр, реже сухие степи в горах и предгорьях, песчаные места, кустарниковую и степную растительность. В 1970-х годах численность составляла в среднем 10-12 особей на га. В настоящее время численность вида резко сократилась. Лимитирующие факторы: исчезновение природных мест обитания, уничтожение змей человеком. | 2 категория                                 | Вид не представлен в Международной Красной книге | [ 11 ]            |
| Семейство Ужеобразные (Colubridae)        | | |                                             |                                                  |                   |
| Фотография афганского литоринха           | Афганский литоринх Lytorhynchus ridgewayi Boulenger, 1887                                                                   | На территории страны обитает в Юго-западном Кызылкуме (Экоцентр «Джейран»), Букантау, Айтымтау (окрестности Учкудука), Майманактау (дельта Кашкадарьи), на хребте Кугитанг, окрестностях Шерабада. Населяет песчаные и глинисто-щебнистые участки равнин и предгорий, останцы, обрывы бессточных впадин, сухие русла рек на высотах до 2000 м над уровнем моря. Повсеместно редок, в Узбекистане известны единичные находки. Лимитирующие факторы: исчезновение природных мест обитания, из-за освоения целинных земель человеком. | 2 категория                                 | Вид не представлен в Международной Красной книге | [ 12 ]            |
|                                           | Индийская бойга Boiga trigonatum Schneider, 1802 подвид Boiga trigonatum melanocephala (Annandale, 1904)                    | Обитающий на территории страны подвид, населяет юг Сурхандарьинской области и пустыню Кызылкум. Предпочитает песчаные и глинистые пустыни, овраги и обрывы, каменистые склоны низкогорий с редкой травянисто-кустарниковой растительностью, сельскохозяйственные угодья и старые жилые постройки. В Узбекистане известны только единичные находки вида. Лимитирующие факторы: исчезновение природных мест обитания, уничтожение змей человеком. | 2 категория                                 | Вид не представлен в Международной Красной книге | [ 12 ]            |
|                                           | Палласов полоз Elaphe sauromates (Pallas, 1811)                                                                             | В Красную книгу Узбекистана таксон внесён как подвид Elaphe quatuorlineata sauromates (Pallas, 1814) четырёхполосого лазающего полоса. В настоящее же время данный таксон рассматривается большинством герпетологов в статусе самостоятельного вида. Населяет плато Устюрт, полуостров Возрождения в Аральском море. Населяет плотные закрепленные песчаные и глинистые пустыни, пухлые солончаки с зарослями саксаула и полыни, часто змеи встречаются в колониях большой песчанки. В Узбекистане вид всегда был редок: известны только единичные особи. На полуострове Возрождения в 2007—2009 годах отмечено 10 особей. Лимитирующие факторы: исчезновение природных мест обитания, уничтожение змей человеком. | 2 категория                                 | Вид, близкий к уязвимому положению               | [ 11 ]            |
|                                           | Поперечнополосатый волкозуб Lycodon striatus (Schaw, 1802) подвид Lycodon striatus bicolor (Nikolsky, 1903)                 | Населяет юг Сурхандарьинской области, хребет Зарафшанский, Туркестанский, Нуратау, равнинно-подгорная часть Ташкентской области. Предпочитает горные места, предгорья на глинистых, лёссовых и каменистых почвах с полупустынной растительностью. Встречается на высоте до 1800 м над уровнем моря. Ведёт крайне скрытный образ жизни. Повсеместно редок; в Узбекистане известен по единичным находкам. Лимитирующие факторы: исчезновение природных мест обитания в результате хозяйственной деятельности человека. | 2 категория                                 | Вид не представлен в Международной Красной книге | [ 12 ]            |